# ハカタスジシマドジョウ
ハカタスジシマドジョウ（はかたすじしまどじょう、博多條縞泥鰌、Cobitis striata hakataensis）は、福岡県の博多湾に流入する3水系のみに生息するシマドジョウの一種である。
ナミスジシマドジョウの3亜種のうちの1つ。2009年にスジシマドジョウ中型種博多型として報告され、2012年に正式に記載された。
タイプ産地は福岡県糟屋郡多々良川。

## 分布
博多湾に流入する3水系の下流域や一部の中流域。そのうち那珂川水系では2007年を最後に採集されておらず、その後も大規模な河川改修事業が行われており、すでに絶滅した可能性が高い。

## 形態
全長は6-8cm。尾鰭付け根の黒点は上が明瞭でその大きさは眼径とほぼ同じ。下の黒点は不明瞭であるか三日月状に細く明瞭である。第2口髭の長さは眼径とほぼ同じ。オス胸鰭の骨質盤は単純な円形で、胸鰭第1分枝軟条の上片は細く、先端は細い。2倍体性種。尾鰭の模様は2-4列の明瞭な弓状の横帯。繁殖期を除き体側の斑紋は点列型であり、繁殖期になると縦條に変化する。腹側から数えて3列目は、近縁な亜種であるオンガスジシマドジョウやチュウガタスジシマドジョウでは條となるが、本亜種では点列となる。

## 生態
緩やかな流れがあり、岸際に植生が豊富な砂泥底の場所は好む。生活史の詳細は不明。繁殖期は5-7月頃で、河川敷や岸際にある浅い水域に移動する。この時期になると、オスは縦条模様に変化し、明るい茶褐色は黒みが増す。メスは基本的に周年点列模様であるが、縦条模様に変化する個体もいる。卵黄径が約1.0mmの卵を産む。孵化後1週間ほどは模様はないが、稚魚になると本亜種特有の縞模様が出てくるほか、尾鰭の横帯は成長に伴い本数は増加する。野外では2年、飼育下では3年以上生存する。

## 保全状況
福岡市の市街地を流れている那珂川水系では2007年を最後に採集されておらず、その後も大規模な河川改修事業が行われており、すでに絶滅した可能性が高い。残る2水系も河川改修や治水が行われており、本亜種の保全は絶望的である。また、本亜種の唯一の生息地であるこれらの河川の下流では水質汚濁も深刻である。福岡市周辺ではヒナモロコやカワバタモロコが絶滅しており、本亜種も同様の結果になる可能性が高い。このため非常に希少性が高く、高い値がつくため、観賞魚として売るための乱獲が相次いでいる。この危機的状況を受け、絶滅危惧ⅠA類、 希少野生動植物種（「種の保存法」指定野生動物）に指定されている。
絶滅危惧IA類 (CR)（環境省レッドリスト）
（レッドリスト）